# Luisana Lopilato
Luisana Loreley Lopilato de la Torre (Buenos Aires, 18 mei 1987) is een Argentijns model, actrice en voormalig zangeres.

## Biografie
Lopilato is geboren en getogen in Buenos Aires. Ze heeft een oudere zus en broer (Darío, ook een bekende Argentijnse acteur). Het meisje werd als kind evangelisch opgevoed. In 1995 maakte ze haar debuut in de televisieserie Mi familia es un dibujo, waarna ze doorging als jong model en actrice. Ze kreeg in 1999 de rol van Luisana Maza in de telenovela Chiquititas. Lopilato tekende kort hierna een contract bij de Cris Morena Group, waarna er van 1999 tot en met 2001 vier (soundtrack)albums uitgebracht werden waar Lopilato onder andere op meezong.
In 2002 kreeg Lopilato de rol van Mía Colucci in de soapserie Rebelde Way. Met enkele andere hoofdrolspelers van die serie formeerde ze een poprockband, Erreway. Ze brachten drie albums uit, met wereldwijd vijftien miljoen verkochte exemplaren, en in 2004 een film, Erreway: 4 Caminos. Lopilato ging in 2007 solo verder bij de Universal Music Group toen ze dat jaar de band verliet. Een eerste album moet overigens nog verschijnen.
Lopilato acteerde verder in de serie Casados con Hijos (2005-2006), verschillende telenovela's als Alma Pirata (2006), Encandilados (2008) en Atracción x4 (2008-2009), de (animatie)films Papá por un día (2009) en Plumíferos (2010) en enkele theaterstukken. Naast haar zang- en acteercarrière, heeft Lopilato ook een carrière als model. Ze heeft vele contracten; zo was ze van 2006 tot en met 2010 het gezicht van lingeriefabrikant Promesse.

### Privéleven
Lopilato was sinds november 2009 verloofd met de Canadese zanger Michael Bublé, die ze eind 2008 had ontmoet na een van Bublés concerten in Buenos Aires. Volgens een vriend van het stel ontmoetten ze elkaar op een afterparty en was het "liefde op het eerste gezicht". Lopilato speelde een rol in de videoclip van Haven't Met You Yet (2009). Ze trouwden op 31 maart 2011. Bublé en Lopilato hebben twee zoons en twee dochters.